# Стюарт, Коулмен
Коулман Стюарт (3 марта 1998, Йорк, Пенсильвания, США) — американский пловец, специализирующийся в плавании на спине, баттерфляе и вольным стилем. Многократный призёр чемпионатов NCAA. Выступал за команду NC State.

## Биография
Родился 3 марта 1998 года в Йорке, штат Пенсильвания.  Обучался и выступал в университете штата Северная Каролина (NC State).  Входил в состав клуба Кали Кондорс и Вольфпак Элит.

## Карьера

#### Всемирные студенческие игры 2019 года
На Всемирных студенческих играх 2019 года, проходивших в Неаполе (Италия) в июле 2019 года, Стюарт занял 8-е место на дистанции 50 метров баттерфляем с результатом 24,00 секунды, завоевал бронзовую медаль на дистанции 100 метров баттерфляем с результатом 52,11 секунды, а также показал время 53,85 на этапе на спине в комбинированной эстафете 4×100 метров в предварительных заплывах.  В финальном заплыве эстафеты, где Джастин Ресс заменил Стюарта, команда завоевала золотую медаль с результатом 3:33.02.

### 2021 год

#### Олимпийские квалификационные соревнования США 2020 года
На Олимпийских квалификационных соревнованиях США 2020 года в Омахе (Небраска), которые состоялись в 2021 году из-за пандемии COVID-19, Стюарт занял 10-е место на дистанции 100 метров на спине во второй день соревнований с результатом 53,91 секунды. Три дня спустя, в финале на дистанции 100 метров вольным стилем, Стюарт занял восьмое место с результатом 48,51 секунды. Ещё через два дня, в финале на дистанции 100 метров баттерфляем, он разделил четвёртое место с Трентоном Джулианом, показав результат 51,78 секунды.

## Мировые рекорды

### Короткая вода (бассейн 25 м)
| № | Дистанция      | Время | Соревнования                    | Место проведения | Бассейн                 | Дата            | Статус      | Примечания |
| - | -------------- | ----- | ------------------------------- | ---------------- | ----------------------- | --------------- | ----------- | ---------- |
| 1 | 100 м на спине | 48.33 | Международная плавательная лига | Неаполь, Италия  | Piscina Felice Scandone | 29 августа 2021 | Действующий | [ 5 ]      |